# Довер (Міссурі)
Довер (англ. Dover) — селище (англ. village) в США, в окрузі Лафаєтт штату Міссурі. Населення — 83 особи (2020).

## Географія
Довер розташований за координатами 39°11′39″ пн. ш. 93°41′23″ зх. д. / 39.19417° пн. ш. 93.68972° зх. д. (39.194185, -93.689772).  За даними Бюро перепису населення США в 2010 році селище мало площу 0,50 км², уся площа — суходіл.

## Демографія
Згідно з переписом 2010 року, у місті мешкали 103 особи в 46 домогосподарствах у складі 32 родин. Густота населення становила 207 осіб/км².  Було 58 помешкань (117/км²).
Расовий склад населення:
| - 90,3 % — білих - 4,9 % — чорних або афроамериканців - 1,0 % — азіатів - 3,9 % — осіб інших рас |

До двох чи більше рас належало 0,0 %. Частка іспаномовних становила 3,9 % від усіх жителів.
За віковим діапазоном населення розподілялося таким чином: 16,5 % — особи молодші 18 років, 62,1 % — особи у віці 18—64 років, 21,4 % — особи у віці 65 років та старші. Медіана віку мешканця становила 46,8 року. На 100 осіб жіночої статі у місті припадало 119,1 чоловіків;  на 100 жінок у віці від 18 років та старших — 100,0 чоловіків також старших 18 років.
Середній дохід на одне домашнє господарство  становив 46 564 долари США (медіана — 34 000), а середній дохід на одну сім'ю — 58 397 доларів (медіана — 60 833). За межею бідності перебувало 20,9 % осіб, у тому числі 35,0 % дітей у віці до 18 років та 0,0 % осіб у віці 65 років та старших.
Цивільне працевлаштоване населення становило 46 осіб. Основні галузі зайнятості: освіта, охорона здоров'я та соціальна допомога — 19,6 %, транспорт — 17,4 %, публічна адміністрація — 17,4 %.